# Sistema endocanabinoide
O sistema endocanabinoide (SECB) é um sistema biológico composto por endocanabinoides, que são neurotransmissores retrógrados endógenos baseados em lipídios que se ligam a receptores canabinoides (RCs) e proteínas receptoras de canabinoides que são expressas em todo o sistema nervoso central dos vertebrados (incluindo o cérebro) e sistema nervoso periférico.O sistema endocanabinoide permanece sob pesquisa preliminar, mas é certo que é responsável por regular e equilíbrar os restantes sistemas dos seres vertebrados, desde de processos fisiológicos a cognitivos, incluindo fertilidade, gravidez, durante o desenvolvimento pré e pós-natal, todas atividades do sistema imunológico, apetite, sensação de dor, humor e memória, e na recepção dos efeitos farmacológicos da Cannabis.
Os endocanabinoides são produzidos pelo organismo humano através do consumo dos 9 ácidos graxos essenciais que o nosso organismo não produz, entre eles os omegas 3,6, e 9. Existem dois receptores endocanabinoides primários : CB1, clonado pela primeira vez em 1990; e CB2, clonado em 1993. Os receptores CB1 são encontrados predominantemente no cérebro e no sistema nervoso central, o CB2 concentra-se maioritariamente nos órgãos, tecidos, músculos, deslocando-se quando necessário, por exemplo quando consumimos pimenta preta o nosso organismo promove a produção de receptores CB2.
O CB1 é o principal alvo molecular de (recetor) do agonista parcial endógeno anandamida (AEA), bem como do THC exógeno, o componente ativo mais conhecido da planta Cannabis. O endocanabinoide 2- araquidonilglicerol (2-AG), que é 170 vezes mais abundante no cérebro que o AEA, atua como agonista completo em ambos os RCs. O CBD é um fitocanabinoide que atua como um antagonista um pouco fraco em ambos os RCs e um agonista mais potente no receptor vaniloide TRPV1 e antagonista no TRPM8. Também é conhecido por ser um modulador alostérico negativo no CB1. Verificou-se que o CBD neutraliza alguns dos efeitos colaterais do THC.

## Visão geral
O sistema endocanabinoide, em termos gerais, inclui:
- Os lipídios endógenos à base de araquidonato, anandamida (N- araquidoniletanolamida) e 2-AG; estes são conhecidos como "endocanabinoides" e são ligantes fisiológicos para os receptores canabinoides. Endocanabinoides são todos eicosanoides.[11]
- As enzimas que sintetizam e degradam os endocanabinoides, como a amida hidrolase de ácidos graxos ou a monoacilglicerol lipase .
- Os receptores canabinoides CB1 e CB2, dois receptores acoplados à proteína G, localizados no sistema nervoso central e periférico.

Os neurônios, vias neurais e outras células onde essas moléculas, enzimas e um ou ambos os tipos de receptores canabinoides são todos co-localizados coletivamente compreendem o sistema endocanabinoide.  O sistema endocanabinoide foi estudado usando métodos genéticos e farmacológicos. Esses estudos revelaram que os canabinoides agem como neuromoduladores para uma variedade de processos, incluindo o aprendizado motor, apetite e a sensação de dor entre outros processos cognitivos e físicos. A localização do receptor CB1  no sistema endocanabinoide apresenta um alto grau de sobreposição com o sistema de projeção orexinérgica, que medeia muitas das mesmas funções, tanto físicas quanto cognitivas. Além disso, o CB1  é co-localizado em neurônios de projeção de orexina no hipotálamo lateral e em muitas estruturas de saída do sistema de hipocretinas, onde os receptores CB1  e orexina 1 (OX1 ) se unem física e funcionalmente para formar o CB1  – OX1 receptor heterodímero.

### Expressão de receptores
Existem locais de ligação ao canabinoide em todo o sistema nervoso central e periférico. Os dois receptores mais relevantes para os canabinoides são os receptores CB1 e CB2, que são expressos predominantemente no cérebro e no sistema imunológico, respectivamente. A densidade de expressão varia de acordo com a espécie e se correlaciona com a eficácia que os canabinoides terão na modulação de aspectos específicos do comportamento relacionados ao local da expressão. Por exemplo, em roedores, a maior concentração de locais de ligação a canabinoides está nos gânglios da base e no cerebelo, regiões do cérebro envolvidas na iniciação e coordenação do movimento. Nos seres humanos, os receptores canabinoides existem em concentrações muito mais baixas nessas regiões, o que ajuda a explicar por que os canabinoides possuem uma maior eficácia na alteração dos movimentos motores dos roedores do que nos seres humanos.
Uma análise recente da ligação de canabinoides em camundongos knockout para receptores CB1 e CB2 encontrou resposta aos canabinoides mesmo quando esses receptores não estavam sendo expressos, indicando que um receptor de ligação adicional pode estar presente no cérebro. A ligação foi demonstrada pelo 2- araquidonoylglicerol (2-AG) no receptor TRPV1, sugerindo que esse receptor pode ser um candidato à resposta estabelecida.
Além de CB1 e CB2, sabe-se que certos receptores órfãos também se ligam aos endocanabinoides, incluindo GPR18, GPR55 (um regulador da função neuroimune) e GPR119. Observou-se também que o CB1 forma um heterodímero funcional do receptor humano nos neurônios da orexina com OX1, o receptor CB1 – OX1, que medeia o comportamento alimentar e certos processos físicos, como respostas anti-hipertensivas induzidos por canabinoides, que se sabe ocorrerem através da sinalização no bulbo ventrolateral rostral.

### Síntese, liberação e degradação de endocanabinoides
Durante a neurotransmissão, o neurônio pré-sináptico libera neurotransmissores na fenda sináptica que se ligam aos receptores cognatos expressos no neurônio pós-sináptico. Com base na interação entre o transmissor e o receptor, os neurotransmissores podem desencadear uma variedade de efeitos na célula pós-sináptica, como excitação, inibição ou início de cascatas do segundo mensageiro. Com base na célula, esses efeitos podem resultar na síntese local de canabinoides endógenos anandamida ou 2-AG por um processo que não é totalmente claro, mas resulta de uma elevação do cálcio intracelular. A expressão parece ser exclusiva, de modo que ambos os tipos de endocanabinoides não são co-sintetizados. Essa exclusão é baseada na ativação de canais específicos da síntese: um estudo recente descobriu que, no núcleo do leito da estria terminal, a entrada de cálcio por canais de cálcio sensíveis à voltagem produzia uma corrente do tipo L, resultando na produção de 2-AG, enquanto a ativação do mGluR1 / 5 receptores desencadeou a síntese de anandamida.
As evidências sugerem que o influxo de cálcio induzido pela despolarização no neurônio pós-sináptico causa a ativação de uma enzima chamada transacilase.Sugere-se que esta enzima catalisa o primeiro passo da biossíntese endocanabinoide convertendo a fosfatidiletanolamina, um fosfolípido residente na membrana, em N -acil-fosfatidiletanolamina (NAPE). Experiências mostraram que a fosfolipase D cliva NAPE para produzir anandamida. Este processo é mediado por ácidos biliares. Em camundongos com NAPE-fosfolipase D (NAPEPLD), a clivagem de NAPE é reduzida em baixas concentrações de cálcio, mas não abolida, sugerindo várias vias distintas envolvidas na síntese de anandamida. A síntese do 2-AG é menos estabelecida e merece mais pesquisas.
Uma vez liberados no espaço extracelular por um transportador putativo de endocanabinoide, os mensageiros ficam vulneráveis à inativação das células da glia.Os endocanabinoides são absorvidos por um transportador na célula glial e degradados pela amida hidrolase de ácido graxo (FAAH), que cliva a anandamida em ácido araquidônico e etanolamina ou lipase monoacilglicerol (MAGL) e 2-AG em ácido araquidônico e glicerol. Embora o ácido araquidônico seja um substrato para a síntese de leucotrienos e prostaglandinas, não está claro se esse subproduto degradante tem funções únicas no sistema nervoso central. Dados emergentes no campo também apontam para a FAAH sendo expressa em neurônios pós-sinápticos complementares a neurônios pré-sinápticos que expressam receptores canabinoides, apoiando a conclusão de que é o principal contribuinte para a depuração e inativação de anandamida e 2-AG após a recaptação de endocanabinoides. Um estudo neurofarmacológico demonstrou que um inibidor da FAAH (URB597) aumenta seletivamente os níveis de anandamida no cérebro de roedores e primatas. Tais abordagens podem levar ao desenvolvimento de novos medicamentos com efeitos analgésicos, ansiolíticos e antidepressivos, que não são acompanhados por sinais evidentes de responsabilidade por abuso.

### Efeitos intracelulares e de ligação
Receptores canabinoides são receptores acoplados à proteína G localizados na membrana pré-sináptica. Embora tenha havido alguns trabalhos que vincularam a estimulação simultânea de dopamina e receptores CB1 a um aumento agudo na produção de adenosina monofosfato cíclico (cAMP), é geralmente aceito que a ativação de CB1 via canabinoides causa uma diminuição na concentração de cAMP por inibição de adenilil ciclase e um aumento na concentração de proteína quinase ativada por mitogênio (MAP quinase). A potência relativa de diferentes canabinoides na inibição da adenilil ciclase correlaciona-se com a sua eficácia variável em ensaios comportamentais. Esta inibição de cAMP é seguido pela fosforilação e activação subsequente de não apenas um conjunto de cinases de MAP (p38/p42/p44), mas também a PI3/PKB e MEK/ERK. Os resultados dos dados dos chips genéticos do hipocampo de ratos após administração aguda de tetra-hidrocanabinol (THC) mostraram um aumento na expressão de transcritos que codificam proteínas básicas de mielina, proteínas endoplasmáticas, citocromo oxidase e duas moléculas de adesão celular: NCAM e SC1; diminuições na expressão foram observadas nos RNAs da calmodulina e dos ribossomos. Além disso, foi demonstrado que a ativação do CB1 aumenta a atividade de fatores de transcrição como c-Fos e Krox-24.

### Ligação e excitabilidade neuronal
Os mecanismos moleculares de CB1 alterações mediadas para a tensão da membrana também foi estudada em detalhe. Os canabinoides reduzem o influxo de cálcio, bloqueando a atividade dos canais de cálcio dos tipos N, P / Q e L dependentes de voltagem. Além de atuar nos canais de cálcio, a ativação de Gi/o e Gs, as duas proteínas G mais comumente acopladas a receptores canabinoides, demonstrou modular a atividade do canal de potássio. Estudos recentes descobriram que a ativação do CB1 facilita especificamente o fluxo de íons de potássio através dos GIRKs, uma família de canais de potássio. Experimentos imuno-histoquímicos demonstraram que o CB1 é co-localizado com os canais de potássio GIRK e Kv1.4, sugerindo que esses dois possam interagir em contextos fisiológicos.
No sistema nervoso central, os receptores CB1 influenciam a excitabilidade neuronal, reduzindo a entrada sináptica recebida. Esse mecanismo, conhecido como inibição pré-sináptica, ocorre quando um neurônio pós-sináptico libera endocanabinoides na transmissão retrógrada, que depois se ligam aos receptores canabinoides no terminal pré-sináptico. Os receptores CB1 reduzem então a quantidade de neurotransmissor liberado, de modo que a excitação subsequente no neurônio pré-sináptico resulta em efeitos reduzidos no neurônio pós-sináptico. É provável que a inibição pré-sináptica use muitos dos mesmos mecanismos de canal iônico listados acima, embora evidências recentes tenham mostrado que os receptores CB1 também podem regular a liberação de neurotransmissores por um mecanismo de canal não iônico, ou seja, através da inibição mediada por Gi / o da adenilil ciclase e proteína cinase. Foram relatados efeitos diretos dos receptores CB1 na excitabilidade da membrana e impactam fortemente o disparo dos neurônios corticais. Uma série de experimentos comportamentais demonstrou que o NMDAR, um receptor ionotrópico de glutamato e os receptores metabotrópicos de glutamato (mGluRs) trabalham em conjunto com o CB1 para induzir analgesia em camundongos, embora o mecanismo subjacente a esse efeito não seja claro.  

## Potenciais funções

### Memória
Camundongos tratados com tetra-hidrocanabinol (THC) mostram supressão da potenciação de longo prazo no hipocampo, um processo essencial para a formação e armazenamento da memória de longo prazo. Esses resultados concordam com evidências anedóticas sugerindo que fumar maconha prejudica a memória de curto prazo. Consistente com esta descoberta, os ratos sem a CB1 mostram receptor avançado de memória e potenciação de longo prazo, indicando que o sistema endocanabinoide pode desempenhar um papel fundamental na extinção de memórias antigas. Um estudo constatou que o tratamento em altas doses de ratos com o canabinoide sintético HU-210 durante várias semanas resultou na estimulação do crescimento neural na região do hipocampo dos ratos, uma parte do sistema límbico que desempenha um papel na formação de fatores declarativos e memória espacial, mas não investigou os efeitos na memória de curto ou longo prazo. Tomados em conjunto, esses achados sugerem que os efeitos dos endocanabinoides nas várias redes cerebrais envolvidas no aprendizado e na memória podem variar.

#### Papel na neurogênese do hipocampo
No cérebro adulto, o sistema endocanabinoide facilita a neurogênese das células granulares do hipocampo. Na zona subgranular do giro dentado, os progenitores neurais multipotentes (NP) dão origem a células filhas que, ao longo de várias semanas, amadurecem em células granulares cujos axônios se projetam e sinapsam em dendritos na região CA3. NPs no hipocampo demonstraram possuir amida hidrolase de ácidos graxos (FAAH) e expressam CB1 e utilizam 2-AG.  Curiosamente, a ativação do CB1 por canabinoides endógenos ou exógenos promove a proliferação e diferenciação de NP; esta ativação está ausente nos nocautes do CB1 e abolida na presença de antagonista.

#### Indução de depressão sináptica
Os efeitos inibitórios da estimulação do receptor canabinoide na liberação de neurotransmissores fizeram com que esse sistema fosse conectado a várias formas de plasticidade depressiva. Um estudo recente realizado com o núcleo do leito da estria terminal descobriu que a resistência dos efeitos depressores foi mediada por duas vias de sinalização diferentes, com base no tipo de receptor ativado. 2-AG foi encontrado para agir sobre CB1 pré-sináptica retrógrada receptores para mediar a depressão a curto prazo a seguir a ativação de correntes de cálcio do tipo L, enquanto que a anandamida foi sintetizado após a ativação de mGluR5 e desencadeou o Autócrino para receptores pós-sinápticos TRPV1 que induziu Depressão de longa duração (LTD). Dependências semelhantes dos receptores pós-sinápticos foram encontradas no estriado, mas aqui os dois efeitos dependiam dos receptores CB1 pré-sinápticos. Esses achados fornecem ao cérebro um mecanismo direto para inibir seletivamente a excitabilidade neuronal em escalas de tempo variáveis. Ao internalizar seletivamente diferentes receptores, o cérebro pode limitar a produção de endocanabinoides específicos para favorecer uma escala de tempo de acordo com suas necessidades.

### Apetite
A evidência do papel do sistema endocanabinoide no comportamento de busca de alimentos vem de uma variedade de estudos sobre canabinoides. Dados emergentes sugerem que o THC atua através de receptores CB1 no núcleo hipotalâmico para aumentar diretamente o apetite. Pensa-se que os neurônios hipotalâmicos produzem endocanabinoides que trabalham para regular rigidamente a fome. A quantidade de endocanabinoides produzidos é inversamente correlacionada com a quantidade de leptina no sangue. Por exemplo, camundongos sem leptina não apenas se tornam obesos em massa, como também expressam níveis anormalmente altos de endocanabinoides hipotalâmicos como mecanismo compensatório. Da mesma forma, quando esses ratos foram tratados com agonistas inversos endocanabinoides, como o rimonabant, a ingestão de alimentos foi reduzida. Quando o receptor CB1 é eliminado nos ratos, esses animais tendem a ser mais magros e com menos fome do que os ratos do tipo selvagem. Um estudo relacionado examinou o efeito do THC no valor hedônico (prazer) dos alimentos e constatou maior liberação de dopamina no núcleo accumbens e aumento no comportamento relacionado ao prazer após a administração de uma solução de sacarose. Um estudo relacionado descobriu que os endocanabinoides afetam a percepção gustativa nas células gustativas Nas células gustativas, foi demonstrado que os endocanabinoides aumentam seletivamente a força da sinalização neural para gostos doces, enquanto a leptina diminuiu a força dessa mesma resposta. Embora haja necessidade de mais pesquisas, esses resultados sugerem que a atividade canabinoide no hipotálamo e no núcleo accumbens está relacionada ao comportamento apetitivo de procurar alimentos.

### Balanço energético e metabolismo
O sistema endocanabinoide demonstrou ter um papel homeostático, controlando várias funções metabólicas, como armazenamento de energia e transporte de nutrientes. Atua nos tecidos periféricos, como adipócitos, hepatócitos, trato gastrointestinal, músculos esqueléticos e pâncreas endócrino. Também está implícito na modulação da sensibilidade à insulina. Por tudo isso, o sistema endocanabinoide pode desempenhar um papel em condições clínicas, como obesidade, diabetes e aterosclerose, o que também pode lhe dar um papel cardiovascular.

### Resposta ao estresse
Embora a secreção de glicocorticoides em resposta a estímulos estressantes seja uma resposta adaptativa necessária para um organismo responder adequadamente a um estressor, a secreção persistente pode ser prejudicial. O sistema endocanabinoide tem sido implicado na habituação do eixo hipotálamo-hipófise-adrenal (eixo HPA) à exposição repetida ao estresse de restrição. Estudos demonstraram síntese diferencial de anandamida e 2-AG durante o estresse tônico. Foi encontrada uma diminuição da anandamida ao longo do eixo que contribuiu para a hipersecreção basal de corticosterona; em contraste, foi encontrado um aumento de 2-AG na amígdala após estresse repetido, o qual foi negativamente correlacionado com a magnitude da resposta da corticosterona. Todos os efeitos foram abolidos pelo antagonista do CB1, AM251, apoiando a conclusão de que esses efeitos eram dependentes do receptor de canabinoides. Esses achados mostram que a anandamida e o 2-AG regulam divergentemente a resposta do eixo HPA ao estresse: enquanto a habituação do eixo HPA induzido pelo estresse via 2-AG impede a secreção excessiva de glicocorticoides em estímulos não ameaçadores, o aumento da secreção basal de corticosterona resultante da diminuição da anandamida permite uma resposta facilitada do eixo HPA a novos estímulos.

#### Exploração, comportamento social e ansiedade
Esses efeitos contrastantes revelam a importância do sistema endocanabinoide na regulação do comportamento dependente da ansiedade. Os resultados sugerem que os receptores canabinoides glutamatérgicos não são apenas responsáveis pela mediação da agressão, mas também produzem uma função ansiolítica, inibindo a excitação excessiva: a excitação excessiva produz ansiedade que limita os camundongos a explorar objetos animados e inanimados. Em contraste, os neurônios GABAérgicos parecem controlar uma função do tipo ansiogênico, limitando a liberação do transmissor inibitório. Tomados em conjunto, esses dois conjuntos de neurônios parecem ajudar a regular a sensação geral de excitação do organismo durante situações novas.

### Sistema imunológico
Em experimentos de laboratório, a ativação de receptores canabinoides teve um efeito na ativação de GTPases em macrófagos, neutrófilos e células da medula óssea. Esses receptores também foram implicados na migração de células B para a zona marginal e na regulação dos níveis de IgM.

### Reprodução feminina
O embrião em desenvolvimento expressa receptores canabinoides no início do desenvolvimento que respondem à anandamida secretada no útero. Essa sinalização é importante na regulação do tempo de implantação embrionária e na receptividade uterina. Em camundongos, foi demonstrado que a anandamida modula a probabilidade de implantação na parede uterina. Por exemplo, em humanos, a probabilidade de aborto aumenta se os níveis de anandamida uterina forem muito altos ou baixos. Esses resultados sugerem que a ingestão de canabinoides exógenos (por exemplo, cannabis) pode diminuir a probabilidade de gravidez de mulheres com altos níveis de anandamida e, alternativamente, pode aumentar a probabilidade de gravidez de mulheres cujos níveis de anandamida eram muito baixos.

### Sistema nervoso autônomo
A expressão periférica dos receptores canabinoides levou os pesquisadores a investigar o papel dos canabinoides no sistema nervoso autônomo. A pesquisa descobriu que o receptor CB1 é expresso pré-sinapticamente por neurônios motores que inervam os órgãos viscerais. A inibição de potenciais elétricos mediada por canabinoides resulta em uma redução na liberação de noradrenalina dos nervos do sistema nervoso simpático. Outros estudos encontraram efeitos semelhantes na regulação endocanabinoide da motilidade intestinal, incluindo a inervação dos músculos lisos associados aos sistemas digestivo, urinário e reprodutivo.

### Analgésico
Na medula espinhal, os canabinoides suprimem as respostas dos neurônios evocados por estímulos nocivos no corno dorsal, possivelmente modulando a entrada de noradrenalina descendente do tronco cerebral. Como muitas dessas fibras são principalmente GABAérgicas, a estimulação de canabinoides na coluna vertebral resulta em desinibição que deve aumentar a liberação de noradrenalina e atenuação do processamento de estímulos nocivos nos gânglios da periferia e da raiz dorsal.
O endocanabinoide mais pesquisado na dor é a palmitoiletanolamida. A palmitoiletanolamida é uma amina gordurosa relacionada à anandamida, mas saturada e, embora inicialmente se pensasse que a palmitoiletanolamida se ligaria ao receptor CB1 e CB2, mais tarde foi descoberto que os receptores mais importantes são o receptor PPAR-alfa, o receptor TRPV e o Receptor GPR55. A palmitoiletanolamida foi avaliada por suas ações analgésicas em uma grande variedade de indicações de dor e considerada segura e eficaz.
Foi descoberto que a modulação do sistema endocanabinoide pelo metabolismo em N-araquidinoil-fenolamina (AM404), um neurotransmissor canabinoide endógeno, é um mecanismo para analgesia por acetaminofeno (paracetamol).
Os endocanabinoides estão envolvidos nas respostas à analgesia induzidas por placebo.

### Termorregulação
Demonstrou-se que a anandamida e a N- araquidonoil dopamina (NADA) atuam nos canais TRPV1 com sensor de temperatura, envolvidos na termorregulação. O TRPV1 é ativado pelo ligante exógeno capsaicina, o componente ativo do chili peppers, que é estruturalmente semelhante aos endocanabinoides. NADA ativa o canal TRPV1 com an EC 50 de aproximadamente 50nM. A alta potência faz com que seja o agonista TRPV1 endógeno putativo. Verificou-se também que a anandamida ativa o TRPV1 nos terminais dos neurônios sensoriais e, subsequentemente, causa vasodilatação. O TRPV1 também pode ser ativado pela metanandamida e araquidonil-2'-cloroetilamida (ACEA).

### Sono
O aumento da sinalização endocanabinoide no sistema nervoso central promove efeitos indutores do sono. Foi demonstrado que a administração intercerebroventricular de anandamida em ratos diminui a vigília e aumenta o sono de ondas lentas e o sono REM. A administração de anandamida no prosencéfalo basal de ratos também demonstrou aumentar os níveis de adenosina, que desempenham um papel na promoção do sono e na supressão da excitação. A privação do sono REM em ratos demonstrou aumentar a expressão do receptor CB1 no sistema nervoso central. Além disso, os níveis de anandamida possuem um ritmo circadiano no rato, sendo os níveis mais altos na fase clara do dia, que é quando os ratos geralmente dormem ou menos ativos, pois são noturnos.

### Exercício físico
A anandamida é um neurotransmissor canabinoide endógeno que se liga aos receptores canabinoides. O SECB também está envolvido na mediação de alguns dos efeitos fisiológicos e cognitivos do exercício físico voluntário em humanos e outros animais, como contribuir para a euforia induzida pelo exercício, além de modular a atividade locomotora e a saliência motivacional em troca de recompensas. Em humanos, verificou-se que a concentração plasmática de certos endocanabinoides (anandamida) aumenta durante a atividade física uma vez que os endocanabinoides podem efetivamente penetrar na barreira hematoencefálica, foi sugerido que a anandamida, juntamente com outros neuroquímicos eufóricos, contribui para o desenvolvimento de euforia induzida por exercício em humanos, um estado coloquialmente referido como "euforia do corredor".

## Canabinoides nas plantas (Fitocanabinoides)
O sistema endocanabinoide é por distribuição filogenética molecular de lipídios aparentemente antigos no reino vegetal, indicativo de plasticidade biossintética e potenciais papéis fisiológicos de lipídios do tipo endocanabinoide em plantas  e a detecção de ácido araquidônico (AA) indica conexões quimiotaxonômicas entre grupos monofiléticos com ancestral comum data de cerca de 500 milhões de anos atrás (siluriano; devoniano). A distribuição filogenética desses lipídios pode ser uma conseqüência de interações/adaptações às condições do ambiente, como interações químicas planta-polinizador, mecanismos de comunicação e defesa. As duas novas moléculas do tipo EC derivadas do ácido eicosatetraenoico ácido juniperônico, um isômero ômega-3 estrutural do AA, a saber juniperoil etanolamida e 2-juniperoil glicerol (1/2-AG) em gimnospermas, licófitos e poucos monilófitos, mostram que AA é molécula de sinalização evolutivamente conservada que age nas plantas em resposta ao estresse semelhante ao dos sistemas animais.